# Ла-Рош-Невіль
Ла-Рош-Невіль (фр. La Roche-Neuville) — муніципалітет у Франції, у регіоні Пеї-де-ла-Луар, департамент Маєнн. Ла-Рош-Невіль утворено 1 січня 2019 року шляхом злиття муніципалітетів Луаньє-сюр-Маєнн i Сен-Сюльпіс. Адміністративним центром муніципалітету є Луаньє-сюр-Маєнн. Населення — 1214 осіб (01.01.2021).